# Arngrímur Jónsson

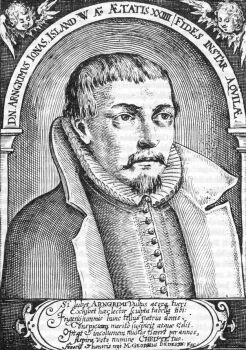
Arngrímur Jónsson Người học thức

Arngrímur Jonsson Người học thức (tiếng Iceland: Arngrímur Jonsson Hinn lærði) (1568 - 27 tháng 6 năm 1648) là một học giả  Iceland. Cha ông là Jon Jonsson, qua đời năm 1591. Arngrímur nghiên cứu tại Copenhagen, hoàn thành nghiên cứu của mình năm 1589 và chiếm một vị trí lại ở Iceland là Hiệu trưởng của trường học La tinh ở chức vụ giám mục của Hólar trong cùng một năm.
Năm 1593 ông xuất bản Brevis commentarius de Islandia, một "Phòng thủ của Iceland" trong tiếng Latin, trong đó ông chỉ trích các tác phẩm của tác giả rất nhiều người đã viết về nhân dân và quốc gia của Iceland. Mục tiêu chính của ông là một bài thơ của Gories Peerse, một thương gia người đã viết một bài thơ giải trí và có phần vu khống về địa lý và dân tộc Iceland. Arngrímur cũng được, tuy nhiên, chỉ trích các công trình lớn như Cosmographie của học giả người Đức Sebastian Münster.